# Ein Deutsches Vorspiel
Ein Deutsches Vorspiel ist ein kurzes Bühnenwerk, verfasst von Friederike Caroline Neuber im Jahr 1734. Das Vorspiel handelt vom damaligen Konflikt im deutschen (Wander-)Theaterraum zwischen dem Streben nach einem anspruchsvolleren literarischen Theater und der Beibehaltung der leichten Unterhaltung in Form des Harlekintheaters (auch Hanswursttheaters). Dieser wird als Streit zwischen mythologischen Figuren der Künste dargestellt.

## Inhalt

### Vorrede
In ihrer Vorrede zum Stück formuliert Neuber eine Art Stellungnahme, dass dies von ihr, einer Frau, geschrieben wurde. Sie appelliert an den Leser eine für alles offene Haltung zu ihrem Werk einzunehmen und erst danach zu urteilen, sowohl auf Handlung als auch Bedeutung bezogen.

### 1. Auftritt
Thalia und Silenus reden schlecht über Melpomene, welche das Theater neugestalten möchte. Sie möchte anspruchsvolle Stücke spielen, welche die Menschen verändern können, und dadurch Komödien reformieren. Dabei wird sie von klugen Leuten unterstützt, doch Silenus und Thalia können ihr Harlekin-Theater nur durch Betrug füllen.

### 2. Auftritt (Anderer Auftritt)
Melpomene beklagt sich, da sie wegen Silenus und Thalia im übertragenen Sinne vor ein Gericht geladen ist, obwohl sie sich keiner Schuld bewusst ist. Tharsus und Sedulius reden ihr gut zu und sagen, dass die Gerechtigkeit siegen wird und die Lügen der beiden aufgedeckt werden. Alethea hält sich zurück und sagt, sie solle nicht mehr klagen.

### 3. Auftritt
Melpomene beendet ihr Klagen und folgt Alethea, um die Lügen zu entlarven und Gerechtigkeit für sich zu schaffen. Sie erhält durch Alethea göttliche Unterstützung.

### 4. Auftritt
Silenus und Thalia sind siegessicher, da Melpomene zu spät vor Gericht erscheint und eigentlich nicht mehr angehört werden soll.

### 5. Auftritt
Melpomene erreicht mit Alethea, Tharsus und Sedulius das göttliche Gericht mit Apollo als Richter. Vigilantia ist verärgert wegen der Verspätung und Melpomene ist daraufhin eingeschüchtert und redet nicht mehr. So springt Alethea für sie ein und trägt ihr Leiden von Neid und Bosheit vor. Apollo entscheidet, dass Alethea zusammen mit Themis für Melpomene Silenus und Thalia richten darf.

### 6. Auftritt
Pseudolus tritt auf und stellt sich gegen Melpomene, da diese zu viel lese und lüge. Die Götter und vor allem Alethea halten zu ihr.

### 7. Auftritt
Das göttliche Gericht entscheidet sich für Melpomene und sie wird freigesprochen. Silenus und Thalia sollen sich bessern, doch vor allem für sie ist das nahezu hoffnungslos.

### 8. Auftritt
Melpomene versucht Thalia zu bekehren, da sie sich in der Vergangenheit oft um diese gekümmert hat. Sie bleibt jedoch uneinsichtig, während Silenus sich etwas einsichtiger zeigt. Melpomene weint dennoch vor Freude über den Ausgang vor Gericht.

## Zu den Dramenfiguren
Neuber lässt sich bei der Wahl ihrer Dramenfiguren von griechisch-römischer Mythologie und teilweise Historie inspirieren. Folgende Übersicht zeigt die Namensherkunft ihrer Charaktere, sowie die Rollen dieser, die sich auf das Stück übertragen lassen.

### Melpomene
- Protagonistin
- Eine der neun Musen in der griechischen Mythologie
- Verkörpert dort die Tragödie

### Thalia
- Antagonistin
- repräsentiert mit Silenus das Harlekin-Theater
- ebenfalls eine der neun Musen
- Muse der Komödie (nach griechischer Mythologie)

### Silenus
- steht für Trinken und Lust
- Lehrer von Dionysus (griechische Mythologie)
- Verbündeter von Thalia

### Apollo
- griechischer Gott des Lichts, der Heilung, der Reinheit/Mäßigung, der Weissagung und der Künste, insbesondere der Musik, der Dichtkunst und des Gesangs
- tritt hier als göttlicher Richter auf

### Alethea
- griechische Göttin der Wahrheit und Offenbarung
- steht zu Melpomene

### Euphrosyne
- griechische Göttin der Freude

### Vigilantia
- lateinisches Wort für Wachsamkeit und Fürsorge

### Tharsus
- Anlehnung an einen Thyrsos, ein seltener Stab, der als Attribut von Dionysos und seinen Begleitern, den Mänaden und den Satyrn, getragen wird.

### Sedulius
- lateinisch-christlicher Dichter des 5. Jahrhunderts

### Themis
- griechische Göttin der Gerechtigkeit, Sitte, Ordnung und Philosophie

### Arete
- altgriechisches Wort für die Tugend oder Vortrefflichkeit einer Person

### Obsequenz
- Anlehnung an einen römischen Schriftsteller des späten 4. Jh. (Iulius Obsequens)

### Meletander
- Anlehnung an Melete, eine von den neun Musen abgegrenzte Muse der Meditation, Übung und Praxis

### Pseudolus
- Figur im gleichnamigen Theaterstück des antiken römischen Dichters Plautus mit dem Thema des religiösen Skeptizismus
- zweifelt an Melpomenes Unschuld

## Interpretationsansatz
Caroline Neuber setzte sich für eine Reform des deutschen Theaters ein. Dieses wurde vom Harlekin- oder auch Hans-Wurst-Theater dominiert, das komödiantisches Spiel durch Improvisation, Albernheit und eine generell leichte Kost von Humor hervorbrachte. In ihrem Stück „Ein deutsches Vorspiel“ thematisiert sie den Konflikt zwischen dem neuen literarischen Theater und der alten Art des Slapsticks. In Form von mythologischen Figuren wird ein Streit zwischen der Schauspieltruppe Neubers und einem konkurrierenden Harlekin-Theater dargestellt. Die Protagonistin Melpomene verkörpert hier Neuber selbst mitsamt ihren Ansichten. Ihre Gegenspieler Thalia und Silenus stehen für das verpönte Hans-Wurst-Schauspiel, verdeutlicht durch ihren griechischen mythologischen Hintergrund. Thalia steht dort als Muse für die Art des komischen Dichtens, während Silenus als Lehrer des Dionysus Trunk und Umtrieb verkörpert. Neuber kritisiert damit den fehlenden literarischen Wert der aktuell typischen Theaterform. Des Weiteren verfasste sie ihr Werk mit einem emanzipatorischen Selbstbewusstsein, das für ihre Zeit als sehr revolutionär angesehen werden kann und sich auch auf den Erfolg ihres Anliegens einer Bühnenreform umschlug.

## Historische Hintergründe
Bis zum 18. Jh. sucht man in der Literaturgeschichtsschreibung vergeblich nach deutschen Autorinnen. Wenig oder widersprüchliche Überlieferungen führten zu Problemen bei Quellenfindung über weibliche Schriftsteller. Des Weiteren fand sich in der Klosterkultur im Mittelalter kein bis wenig Interesse an Dramen und ein anti-intellektuelles Frauenbild hielt sich in der Gesellschaft, auch nach der Reformation noch. Gesellschaftliche Konventionen sahen die Rolle der Frau eher in der Küche und Schlafzimmer als in der Schreibwerkstatt oder Arbeitszimmer. Schriftstellerinnen riskierten mit Veröffentlichungen Kritik wegen und allein an ihrer Weiblichkeit. Literarische Veröffentlichungen waren ein Wagnis, auch für Frauen, die sozial und finanziell privilegierter waren und zu diesen konnte sich Neuber nicht zählen. Mit der Aufklärung verbesserte sich zwar der Bildungsstandard der Frauen und dadurch wuchs auch die weibliche Autorenschaft, allerdings konnte von allgemeiner Akzeptanz noch nicht die Rede sein. Der Hauptfokus des aufklärerischen Diskurses des neuen Zeitalters lag immer noch auf dem männlichen Teil der Gesellschaft. Frauen waren häufig gezwungen ihre Werke als Zufälle darzustellen, auf ihre Mängel hinzuweisen und eigene Verantwortung oder potenziell Stolz über das eigene Werk abzulegen, um männlicher Kritik aus dem Weg zu gehen. Häufig wurde unter Pseudonymen veröffentlicht. Caroline Neuber waren diese Umstände egal. Sie war eng verbunden mit dem Theaterspiel und ihr Ziel war es mit aus dem französischen übersetzten Dramen und dem Verfassen eigener Stücke das deutsche Theater zu reformieren. In Zusammenarbeit mit dem Professor Johann Christoph Gottsched sollte ein anspruchsvolleres literarisches Theater etabliert werden.